# Păingeni
Păingeni (węg. Póka) – wieś w Rumunii, w okręgu Marusza, w gminie Glodeni. W 2011 roku liczyła 408 mieszkańców.